# بلد سيئة
بلد سيئة هو فيلم جريمة تم إنتاجه في الولايات المتحدة وصدر في سنة 2014. الفيلم من إخراج كريس برينكر من بطولة مات ديلون وويليم دافو وإيمي سمارت وتوم بيرينجر.

## القصة
في إطار تشويقي مثير تدور أحداث الفيلم، حول قاتل ينجح أحد محققي الشرطة في القبض عليه، وإجباره على التعاون معه، ومساعدته للقبض على زعيم عصابته في مقابل تخفيف عقوبته، وحماية أسرته، إلا أن الزعيم يكتشف خيانة رجله، فيقوم بقتل أسرته، فيقرر القاتل الانتقام من جميع الأطراف عصابته السابقة بلا رحمة .

## الممثلون والشخصيات
- مات ديلون (بدور: جيسي ويلاند)
- ويليم دافو (بدور: كارتر)

## وصلات خارجية
- بلد سيئة على موقع IMDb (الإنجليزية)
- بلد سيئة على موقع روتن توميتوز (الإنجليزية)
- بلد سيئة على موقع قاعدة بيانات الأفلام العربية
- بلد سيئة على موقع ألو سيني (الفرنسية)
- بلد سيئة على موقع قاعدة بيانات الفيلم (الإنجليزية)
- بلد سيئة على موقع ليتربوكسد (الإنجليزية)
- بلد سيئة على موقع كينوبويسك (الروسية)